# Adama Niane
Adama Niane (Bamako, 16 juni 1993) is een Malinees voetballer die bij voorkeur als aanvaller speelt. Hij tekende in 2016 bij Troyes AC.

## Clubcarrière
Niane werd geboren in de Malinese hoofdstad Bamako. Hij begon zijn carrière bij Yeelen Olympique, waar FC Nantes hem in 2012 weghaalde. Op 15 december 2012 debuteerde hij in de Ligue 2 tegen SM Caen. In 2016 trok de aanvaller transfervrij naar Troyes AC. Op 26 augustus 2016 debuteerde hij voor zijn nieuwe club in het competitieduel tegen RC Lens. Op 20 september 2016 maakte Niane zijn eerste twee competitietreffers voor zijn nieuwe club tegen Nîmes Olympique.